# Zapotitlán de Méndez
Zapotitlán de Méndez là một đô thị thuộc bang Puebla, México. Năm 2005, dân số của đô thị này là 5178 người.